# Judy-Joy Davies
Judy-Joy Davies (Melbourne, 5 giugno 1928 – 27 marzo 2016) è stata una nuotatrice australiana.
Specializzata nel dorso, ha vinto la medaglia di bronzo nei 100 m alle Olimpiadi di Londra 1948.

## Palmarès
- Olimpiadi

Londra 1948: bronzo nei 100 m dorso.